# Овсянников, Сергей Алексеевич
Сергей Алексеевич Овсянников (9 марта 1939, Новосибирск, РСФСР, СССР) — советский и российский ученый в области психиатрии, доктор медицинских наук, профессор кафедры Московского государственного медико-стоматологического университета им. А. И. Евдокимова, психиатр-клиницист высшей категории.Один из основоположников и ярких представителей Московской психиатрической школы. Внес значительный вклад в изучение истории психиатрии и по праву считается основоположником Российской школы этого направления. Ученик выдающихся классиков отечественной психиатрии: В. М. Морозова и А. А. Портнова.

## Биография
Сергей Алексеевич Овсянников родился 9 марта 1939 года в Новосибирске в семье врачей. Проживал в  г. Новосибирске по адресу: ул. Фрунзе, д..8 (Дом общества политкаторжан) — жилой дом в стиле конструктивизма, построенный в 1933 году по проекту архитектора Б. А. Гордеева. Расположен в Центральном районе Новосибирска. Объект культурного наследия народов России регионального значения.
В декабре 1941 года на жилой площади семьи С. А. Овсянникова  проживал переехавший в Новосибирск известный русский и советский учёный, академик, один из основателей современной аэромеханики и аэродинамики — Сергей Алексеевич Чаплыгин.
Овсянников С.А. учился в школе № 42 (ныне Первая гимназия). Окончил школу с серебряной медалью.
В 1962 году окончил лечебный факультет Новосибирского медицинского института. Работал в Областной психиатрической больнице заведующим отделением.
В 1965 году поступил в аспирантуру ЦОЛИУВ в Москве (научный руководитель - член-кор. РАМН, проф. В.М.Морозов).
С 1968 по 1971 год работал зав. отделением психиатрической клинической больницы № 1 им. П. П. Кащенко.
С 1971 по 1980 работал ст.науч.сотр. в Московском научно-исследовательском институте психиатрии (МНИИП). В 1971 году защитил кандидатскую диссертацию.
С момента образования кафедры психиатрии, наркологии и психотерапии ФПДО МГМСУ им. А. И. Евдокимова (20 мая 1980  года) работает в должности ассистента, затем доцента и с 1999  года профессора. Является консультантом ГБУЗ ЦКПБ МО и Московской клиники неврозов им. Соловьёва.
В 1996 году в Московской медицинской академии им. И. М. Сеченова защитил диссертацию в виде монографии на соискание ученой степени доктора медицинских наук по теме: «История и эпистемология пограничной психиатрии».

## Научные достижения
Видный ученый в области психиатрии. Исследования посвящены разработке теоретических, методических и практических основ психиатрии.
Отличник здравоохранения РФ (2005), Лауреат премии г.Москвы в области медицины (2013 год).
Область научных интересов: история и эпистемология психиатрии, точная диагностика шизофрении, пограничная психиатрия ,психофармакология, суицидология и сексопатология. Опубликовал свыше 200 научных работ. Автор и соавтор ряда руководств, монографий и учебников по психиатрии для врачей и студентов медицинских вузов:
1) "Общая сексопатология. Руководство для врачей" (1977, 2005).
2) "История и эпистемология пограничной психиатрии" (1996).
3) "Пограничная психиатрия и соматическая патология" (2001).
4) "Психиатрия. Основы клинической психопатологии. Учебник для вузов" (2007, 2009, 2020).
5) "Психиатрия: национальное руководство" (2009)
6) "Психиатрия: руководство для врачей" (2011)..
7) "Психиатрия.Учебник" (2012, 2020-на англ.яз.).
8). "Учение о шизофрении. Компендиум" (2014).
Соавторами научных трудов С. А. Овсянникова являются признанные корифеи отечественной психиатрии: Морозов В.М., Портнов А.А., Васильченко Г.С., Соколов Е.И., Морозов П.В., Цыганков Б.Д., Ромасенко Л.В., Готман Л.Н., Краснов В.Н., Гурович И.Я.,Тихоненко В.А., Ястребов В.С., Винник Ю.Ю., Кибрик Н.Д. и др.
С 2008 года. С. А. Овсянников является председателем проблемной комиссии в образованном при МГМСУ им. А. И. Евдокимова диссертационном совете по защите докторских и кандидатских диссертаций по психиатрии и медицинской психологии (Д 208.041.05). Выступил оппонентом более чем в 60 докторских и кандидатских диссертациях.
С. А. Овсянников активно участвует в работе Московского городского общества невропатологов и психиатров, выступает с докладами на конференциях, проводимых в г. Москве и других регионах страны, принимает участие в международных симпозиумах.

## Преподавательская деятельность
С. А. Овсянников читает курс лекций для ординаторов МГМСУ им. А. И. Евдокимова, врачей-психиатров и наркологов г. Москвы и Московской области и разных регионов нашей страны по проблемам истории и эпистемологии психиатрии, эндогенных психических заболеваний (в том числе шизофрении), сосудистых психозов, эпилепсии, психозов пожилого и старческого возраста, общей психопатологии, пограничной психиатрии, психофармакологии, сексопатологии.

## Отзывы

### Положительные
Практически большая часть профессиональной, научной, педагогической и организационной деятельности Сергея Алексеевича тесно связана с Москвой и Московской областью.
С. А. Овсянников — один из немногих, кто вместе с профессором А. А. Портновым начинал на базе ЦМОКПБ работу кафедры психиатрии факультета усовершенствования врачей тогда еще ММСИ им. Н. А. Семашко, кафедры, которая выросла и обрела огромный авторитет и всероссийскую известность. И в этом большая заслуга педагогического, научного и человеческого таланта Сергея Алексеевича.
Его отличает чрезвычайно высокая эрудиция, глубокое знание исторических корней психиатрии и ее философии. В этом — несомненное влияние его учителя, большого русского учёного-психиатра В. М. Морозова, достойного ученика П. Б. Ганнушкина. Сергей Алексеевич сохраняет, доносит до молодых психиатров и передает им не только знания, почерпнутые от великих предшественников, но и сам дух российской психиатрии, свойственную ей глубину постижения предмета и высокое гуманистическое служение больному человеку.
Авторитет Сергея Алексеевича среди врачей, ординаторов и аспирантов огромен. Его лекции и клинические разборы пользуются неизменным успехом, а сам он — уважением.

## Основные публикации

### Статьи в журналах, входящих вWeb of ScienceилиScopus
| 1.  | В. ГРИЗИНГЕР — ВЫДАЮЩИЙСЯ ЕВРОПЕЙСКИЙ ПСИХИАТР (К 200-ЛЕТИЮ СО ДНЯ РОЖДЕНИЯ) Овсянников С. А., Овсянников А. С. Журнал неврологии и психиатрии им. C.C. Корсакова. 2017. Т. 117. № 7. С. 86-88.                                              |
| 2.  | О КЛАССИФИКАЦИИ ПСИХИЧЕСКИХ ЗАБОЛЕВАНИЙ ДЛЯ ИСПОЛЬЗОВАНИЯ В ПЕДАГОГИЧЕСКОЙ РАБОТЕ И ПРИ ПРОВЕДЕНИИ НАУЧНЫХ ИССЛЕДОВАНИЙ Цыганков Б. Д., Овсянников С. А. Журнал неврологии и психиатрии им. C.C. Корсакова. 2011. Т. 111. № 9. С. 88-89.     |
| 3.  | МЕТОДОЛОГИЧЕСКИЕ ПОДХОДЫ К ОЦЕНКЕ НЕГАТИВНОЙ СИМПТОМАТИКИ ПРИ ШИЗОФРЕНИИ В ПРОЦЕССЕ ПСИХОФАРМАКОТЕРАПИИ Цыганков Б. Д., Овсянников С. А., Ханнанова А. Н. Журнал неврологии и психиатрии им. C.C. Корсакова. 2009. Т. 109. № 11. С. 101—106. |
| 4.  | ОСОБЕННОСТИ МИКРОЦИРКУЛЯЦИИ ГОЛОВНОГО МОЗГА У ЛИЦ С ПОВЫШЕННЫМ РИСКОМ ВОЗНИКНОВЕНИЯ И РАННИМИ СТАДИЯМИ БОЛЕЗНИ АЛЬЦГЕЙМЕРА Максимович И. В., Овсянников С. А., Готман Л. Н. Ангиология и сосудистая хирургия. 2006. Т. 4. № 3. С. 20.        |
| 5.  | ОСОБЕННОСТИ МИКРОЦИРКУЛЯЦИИ ГОЛОВНОГО МОЗГА У ЛИЦ С ПОВЫШЕННЫМ РИСКОМ ВОЗНИКНОВЕНИЯ И РАННИМИ СТАДИЯМИ БОЛЕЗНИ АЛЬЦГЕЙМЕРА Максимович И. В., Овсянников С. А., Готман Л. Н. Ангиология и сосудистая хирургия. 2004. № 4. С. 20.              |
| 6.  | РОЛЬ С.С.КОРСАКОВА В ФОРМИРОВАНИИ МОСКОВСКОЙ ПСИХИАТРИЧЕСКОЙ ШКОЛЫ Овсянников С. А., Журнал неврологии и психиатрии им. C.C. Корсакова. 2000. Т. 100. № 9. С. 3.                                                                             |
| 7.  | ПОНЯТИЕ РЕИФИКАЦИИ В ПСИХИАТРИИ И СОЦИОЛОГИИ Морозов В. М., Овсянников С. А. Журнал неврологии и психиатрии им. C.C. Корсакова. 1996. № 1. С. 112.                                                                                           |
| 8.  | ДИХОТОМИЯ «НЕВРОЗ-ПСИХОЗ» В КОНЦЕПТУАЛЬНО-ИСТОРИЧЕСКОМ АСПЕКТЕ Овсянников С. А. Журнал невропатологии и психиатрии им. С. С. Корсакова. 1992. № 2. С. 106.                                                                                   |
| 9.  | К КОНЦЕПТУАЛЬНОЙ ИСТОРИИ ЭНДОГЕНИИ И ЭКЗОГЕНИИ В ПСИХИАТРИИ Морозов В. М., Овсянников С. А. Журнал невропатологии и психиатрии им. С. С. Корсакова. 1991. Т. 91. № 10. С. 95.                                                                |
| 10. | ЖАН ФРАНСУА ФЕРНЕЛЬ КАК УЧЁНЫЙ И ВРАЧ ЭПОХИ ВОЗРОЖДЕНИЯ И ЕГО МЕСТО В ИСТОРИИ ПСИХИАТРИИ. Морозов В. М., Овсянников С. А. Журнал невропатологии и психиатрии им. С. С. Корсакова. 1989. Т. 89. № 4. С. 124.                                  |
| 11. | ИСТОКИ КЛАССИФИКАЦИЙ И НОЗОЛОГИЧЕСКАЯ СИСТЕМАТИКА ПСИХИАТРИИ XVIII ВЕКА Морозов В. М., Овсянников С. А. Журнал невропатологии и психиатрии им. С. С. Корсакова. 1988. Т. 88. № 5. С. 124.                                                    |
| 12. | ОБЪЕМ ПОНЯТИЯ И КРИТЕРИИ ДИАГНОСТИКИ ПСИХОПАТИЙ ПО ДАННЫМ КАТАМНЕЗА Портнов А. К., Ракитин М. М., Овсянников С. А. Журнал невропатологии и психиатрии им. С. С. Корсакова. 1987. № 7. С. 1076.                                               |
| 13. | ВЯЛОПРОТЕКАЮЩАЯ ШИЗОФРЕНИЯ С ИСТЕРИФОРМНЫМИ ПРОЯВЛЕНИЯМИ Овсянников С. А. Журнал невропатологии и психиатрии им. С. С. Корсакова. 1970. № 7. С. 1031.                                                                                        |

Индекс Хирша по ядру РИНЦ равен 2.
Индекс Хирша по РИНЦ равен 5.
Число цитирований по РИНЦ равно 549.
Число цитирований по ядру РИНЦ равно 120.